# Hisarja
Hisarja (em búlgaro: Хисаря) é uma cidade da Bulgária, localizada no distrito de Plovdiv. A sua população era de 7,410 habitantes segundo o censo de 2010.

## População
| Hisarja | Hisarja | Hisarja | Hisarja | Hisarja | Hisarja | Hisarja | Hisarja | Hisarja | Hisarja | Hisarja | Hisarja | Hisarja | Hisarja | Hisarja | Hisarja | Hisarja | Hisarja | Hisarja | Hisarja |
| --- | ------- | ------- | ------- | ------- | ------- | ------- | ------- | ------- | ------- | ------- | ------- | ------- | ------- | ------- | ------- | ------- | ------- | ------- | ------- |
| Ano | 1887    | 1910    | 1934    | 1946    | 1956    | 1965    | 1975    | 1985    | 1992    | 2001    | 2002    | 2003    | 2004    | 2005    | 2006    | 2007    | 2008    | 2009    | 2010    |
| População |         |         |         | …       | …       | 5,424   | 8,718   | 9,417   | 9,149   | 8,347   | 8,299   | 8,159   | 8,014   | 7,882   | 7,799   | 7,691   | 7,581   | 7,498   | 7,410   |
| Fontes: Instituto Nacional de Estatísticas, „citypopulation.de“, „pop-stat.mashke.org“, Bulgarian Academy of Sciences |         |         |         |         |         |         |         |         |         |         |         |         |         |         |         |         |         |         |         |